# Linia kolejowa Biała Czortkowska – Buczacz
Linia kolejowa Biała Czortkowska – Buczacz – linia kolejowa na Ukrainie łącząca stację Biała Czortkowska ze stacją Buczacz. Znajduje się w obwodzie tarnopolskim, w rejonach czortkowskim i buczackim. Zarządzana jest przez Kolej Lwowską (oddział ukraińskich kolei państwowych).
Linia na całej długości jest jednotorowa i niezelektryfikowana.

## Historia
Linia ta stanowi fragment dawnej Galicyjskiej Kolei Transwersalnej powstałej w 1884. Początkowo leżała w Austro-Węgrzech. W latach 1919–1945 znajdowała się w Polsce. W wyniku powojennych zmian granicznych linia znalazła się w Związku Sowieckim. Do 1944, gdy wycofujący się Niemcy wysadzili most na Dniestrze, linia biegła dalej do Stanisławowa. Władza sowiecka postanowiła nie odbudowywać mostu oraz zlikwidować odcinek z Buczacza do Chryplina. Tym samym linia Biała Czortkowska – Buczacz stała się linią ślepą. Od 1991 linia leży na Ukrainie.